# Karl Robert von Nesselrode

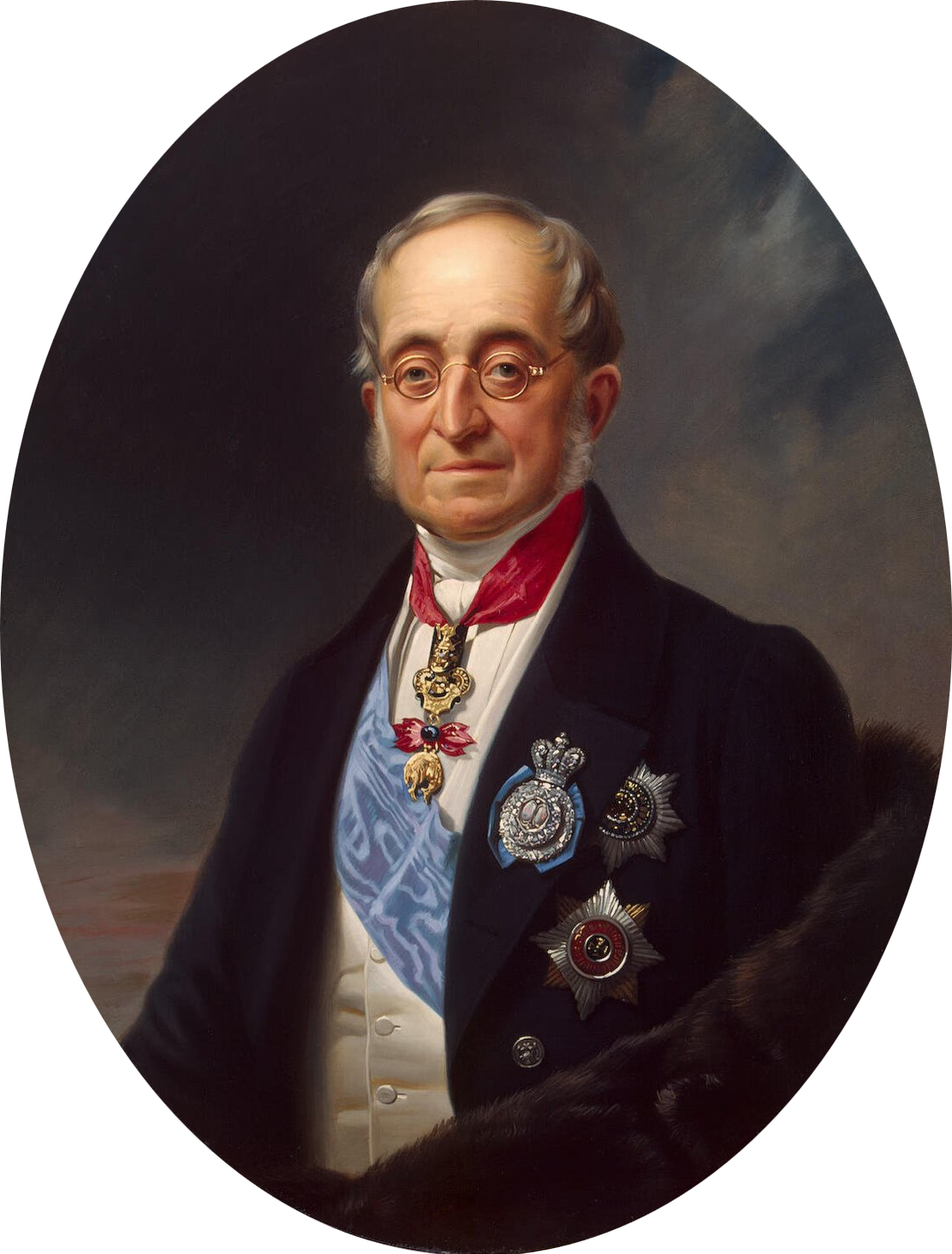
Karl von Nesselrode

Karl Robert graaf von Nesselrode (Russisch: Карл Васильевич Нессельроде, Karl Vassiljevitsj Nesselrode) (Lissabon, 14 december 1780 - Sint-Petersburg, 23 maart 1862) was een Russisch diplomaat, minister van Buitenlandse Zaken en een van de belangrijkste staatsmannen binnen de Heilige Alliantie.

## Jonge jaren
Nesselrode werd geboren in Portugal waar zijn vader, een graaf uit het Heilige Roomse Rijk, ambassadeur van Rusland was. Anders dan zijn moeder, die protestants was, werd hij gedoopt in de kapel van de Britse ambassade en werd zo een lid van de Church of England. Nesselrode's Duitse oorsprong kreeg vorm in zijn opleiding aan een Berlijns gymnasium, waar zijn vader werd benoemd tot ambassadeur in Pruisen.
Toen hij 16 jaar werd ging Nesselrode bij de Russische marine. Door middel van de invloed van zijn vader werd hij aide-de-camp van de tsaar. Na enkele jaren verruilde hij de marine voor het leger. Niet lang daarna ging hij in diplomatieke dienst onder tsaar Alexander I van Rusland. Hij werd geattacheerd naar de ambassade in Berlijn, en daarna overgeplaatst naar Den Haag.

## Diplomatieke en politieke carrière
In augustus 1806 kreeg Nesselrode de opdracht door het zuiden van Duitsland te reizen en te rapporteren over de Franse troepen aldaar. Hierna werd hij als diplomatieke secretaris geattacheerd bij achtereenvolgens de Russische generaals Kamenski, Buxhoeveden en Benningsen. In deze functie was hij aanwezig bij de Slag bij Eylau in januari 1807, en hielp hij met de vredesbesprekingen die leidden tot de Vrede van Tilsit in juli van dat jaar.
Nesselrode vervolgde zijn carrière als Minister van Buitenlandse Zaken in 1814 en Ruslands officiële delegatie bij het Congres van Wenen, hoewel de tsaar vele onderhandelingen zelf voerde. Vanaf 1816 deelde hij zijn ministerspost met graaf Capo d'Istrias tot diens pensioen in 1822. Veertig jaar lang stond Nesselrode aan het roer van Ruslands buitenlands beleid en werd hij een van de leidende figuren binnen de Heilige Alliantie. In 1824 speelde hij een rol in de onderhandelingen tussen Rusland en de VS over een grensconflict. Namens Rusland stuurde hij in 1849 troepen om Oostenrijk bij te staan tijdens de revolutie van 1848.
Naast zijn Westerse activiteiten heeft Nesselrode ook geprobeerd Japan tijdens haar afsluiting diplomatiek te bereiken, en de invloed van Rusland in de Balkan te vergroten. Dit laatste leidde in jaren 50 van de 19e eeuw tot de Krimoorlog.

## Onderscheidingen
- Oostenrijkse Orde van het Gulden Vlies.
- Orde van Sint-Andreas de Eerstgeroepene
- Ridder in de Alexander Nevski-orde.
- Ridder grootkruis in de Orde van Sint-Vladimir.
- Ridder in de Orde van de Olifant.
- Ridder grootkruis in de Orde van de Poolster.
- Ridder grootkruis in de Kroonorde (Württemberg).
- Ridder grootkruis in de Koninklijke Orde van de Welfen.
- Ridder grootkruis in de Huisorde van de Trouw.
- Ridder in de Orde van de Witte Adelaar (Polen).
- Ridder grootkruis in de Orde van de Heilige Stefanus.
- Ridder grootkruis in de Orde van de Heilige Geest van Montpellier.
- Ridder grootkruis in de Orde van Sint-Michiel.
- Ridder grootkruis in de Orde van de Zwarte Adelaar (Pruisen).
- Ridder grootkruis in de Orde van de Rode Adelaar.
- Ridder grootkruis in de Orde van de Aankondiging.
- Ridder grootkruis in de Orde van Karel III.
- Ridder grootkruis in de Orde van de Heilige Ferdinand en de Verdienste.
- Grootkruis in de Ordre national de la Légion d'honneur.[2]